# Thomas Mann (Jurist)
Thomas Mann (* 12. Februar 1963 in Oberhausen) ist deutscher Jurist und Hochschullehrer.

## Leben
Nach dem Abitur 1982 am Novalisgymnasium und Grundwehrdienst 1982/83 studierte Thomas Mann ab 1984 Rechtswissenschaften an der Ruhr-Universität Bochum. Im April 1989 schloss er das Studium mit Prädikat ab. Danach arbeitete er als wissenschaftlicher Mitarbeiter am Institut für Berg- und Energierecht der Ruhr-Universität. Zugleich erhielt er an der Fachhochschule für öffentliche Verwaltung Nordrhein-Westfalen einen Lehrauftrag für das Fach Umweltrecht. 1991 wurde er an der Ruhr-Universität zum Dr. iur. (summa cum laude) promoviert. Für seine Dissertation erhielt er den Bochumer Universitätspreis für die beste juristische Dissertation 1991. Daran schloss sich unmittelbar das Referendariat einschließlich einer sechsmonatigen Wahlstation am Bundesverfassungsgericht (Dezernat Paul Kirchhof) an, welches er ebenfalls mit Prädikat im Dezember 1993 abschloss.
Im Folgenden arbeitete Mann bis 1997 als Wissenschaftlicher Assistent am Lehrstuhl für Öffentliches Recht (Peter Tettinger) der Ruhr-Universität. Anschließend war er von 1999 bis 2001 als Akademischer Rat am Institut für Öffentliches Recht und Verwaltungslehre der Universität zu Köln tätig. Dazwischen, in den Jahren 1998/99, war er Habilitationsstipendiat der Deutschen Forschungsgemeinschaft (DFG).
Zugleich war er Lehrbeauftragter für Staats- und Verwaltungsrecht an den Verwaltungs- und Wirtschaftsakademien (VWA) in Wuppertal (bis 1997), Dortmund (ab 1998) und der Fakultät für Wirtschaftswissenschaften an der Ruhr-Universität (2001).
Währenddessen schrieb er an seiner Habilitationsschrift (Die öffentlich-rechtliche Gesellschaft. Zur Fortentwicklung des Rechtsformenspektrums für öffentliche Unternehmen). Im Januar 2001 habilitierte er sich an der Universität zu Köln und erhielt er die venia legendi für „Staats- und Verwaltungsrecht“.
Im Juni 2001 wurde er zum Universitätsprofessor (C3) für das „Recht der Wirtschaft (Öffentliches Wirtschaftsrecht)“ an der Fakultät für Wirtschaftswissenschaft der Ruhr-Universität Bochum ernannt.
Im April 2002 nahm er den Ruf auf den Lehrstuhl für Öffentliches Recht, insbesondere Verwaltungsrecht an der Georg-August-Universität Göttingen (C4) an. Rufe an die Christian-Albrechts-Universität zu Kiel (2007) und die Ruhr-Universität Bochum (2013) lehnte er ab.
Seine Forschungsschwerpunkte im Verwaltungsrecht liegen im Wirtschaftsverwaltungs-, Umwelt- und Energie-, Kommunal- und Verwaltungsprozessrecht sowie dem Recht der Freien Berufe. Zudem im Staatsrecht auf dem Gesetzgebungsverfahren, Landesverfassungsrecht und der Verfassungsgerichtsbarkeit.
In der akademischen Selbstverwaltung arbeitete er von 2006 bis 2008 als Finanzdekan der Juristischen Fakultät der Georg-August-Universität mit.
Von 2003 bis 2013 war Mann im zweiten Hauptamt Richter am Niedersächsischen Oberverwaltungsgericht in Lüneburg. Seit 2009 ist Mann ordentliches Mitglied im Querschnittsforschungsbereich Gesellschaftswissenschaften des Energie-Forschungszentrums Niedersachsen (EFZN) in Goslar. Seit 2013 ist Mann ferner Vorsitzender des wissenschaftlichen Arbeitskreises Berufsrecht beim Deutschen Wissenschaftlichen Institut der Steuerberater (DWS) in Berlin.

## Veröffentlichungen (Auswahl)

### Monographien
- Abfallverwertung als Rechtspflicht, Bochumer Beiträge zum Berg- und Energierecht; 218 S.; ISBN 3-415-01653-6 (zugl. Dissertation)
- Die öffentlich-rechtliche Gesellschaft. Zur Fortentwicklung des Rechtsformenspektrums für öffentliche Unternehmen; 423 S.; ISBN 3-16-147796-0 (zugl. Habilitationsschrift)
- Besonderes Verwaltungsrecht (Kommunalrecht, Polizei- und Ordnungsrecht, Baurecht); 13. Auflage; 605 S.; ISBN 978-3811448650 (gemeinsam mit Wilfried Erbguth und Mathias Schubert)
- Verwaltungsprozessrecht, 4. Auflage, 214 S.; ISBN 978-3-8006-4172-7 (gemeinsam mit Volker Wahrendorf)
- Einführung in die juristische Arbeitstechnik, 5. Auflage, 248 S.; ISBN 978-3-406-67795-3
- Kreislaufwirtschaftsgesetz, Kommentar, 4. Auflage, 787 S.; ISBN 978-3-406-73416-8 (gemeinsam mit Ludger-Anselm Versteyl, Holger Jacobj und Thomas Schomerus)
- Landesrecht Niedersachsen, Studienbuch, 3. Auflage, 320 S.; ISBN 978-3-8487-6168-5 (gemeinsam mit Bernd J. Hartmann und Veith Mehde)

### Herausgeberschaften
- Handbuch der kommunalen Wissenschaft und Praxis (HKWP), insgesamt vier Bände (gemeinsam mit Günter Püttner)
- Mitherausgeber (ab 2008) der Fachzeitschrift „Kommunaljurist - KommJur“; ISSN 1613-0235 (gemeinsam mit Stephan Atticus, Christoph Brüning, Thorsten Ingo Schmidt, Hans-Joachim Reck u. a.)
- Verwaltungsverfahrensgesetz (VwVfG), Großkommentar, 2. Auflage, 2376 S.; ISBN 978-3-8487-4822-8 (gemeinsam mit Christoph Sennekamp und Michael Uechtritz)
- Landmann/Rohmer, Umweltrecht, Loseblattkommentar; ISBN 978-3-406-34327-8 (gemeinsam mit Martin Beckmann, Wolfgang Durner und Marc Röckinghausen)
- Große-Suchsdorf, Niedersächsische Bauordnung, 10. Aufl., 1248 S.; ISBN 978-3-406-72930-0
- Mitherausgeber (ab 2015) der Fachzeitschrift "Zeitschrift für Bergrecht" (ZfB); ISSN 0340-3939 (gemeinsam mit Martin Beckmann, Felix von Hammerstein, Bettina Keienburg, Gunter Kühne, H.U. von Mäßenhausen)